# Rubiaceae
Las rubiáceas (Rubiaceae) son una familia de plantas llamadas normalmente de la rubia, galio blanco, o familia del café. Otras plantas que están incluidas son la cinchona y gambir.
Un número de familias reconocidas antiguamente, "Dialypetalanthaceae", "Henriqueziaceae, "Naucleaceae" y "Theligonaceae", están ahora incluidas como géneros dentro de la familia Rubiaceae, siguiendo las directrices del APG "Angiosperm Phylogeny Group". Ahora hay cerca de 600 géneros y más de 10 000 especies en Rubiaceae. La familia está subdividida en tres subfamilias; Rubioideae, Cinchonoideae, y Ixoroideae.

## Descripción
Son árboles, arbustos, sufrútices, hierbas, enredaderas o lianas, de hábitos terrestres o raras veces epífitas, a veces con rafidios; plantas generalmente hermafroditas, a veces dioicas o poligamodioicas. Hojas opuestas o a veces verticiladas, lámina entera o raramente pinnatífida (Pentagonia, Simira), a veces con la nervadura menor clatrada (i.e., lineolada) o rara vez finamente estriada (Pentagonia); generalmente pecioladas; estípulas interpeciolares y a veces además intrapeciolares, o caliptradas o raramente libres, persistentes o caducas, triangulares, bilobadas o setosas, o raramente las estípulas son foliáceas e indistinguibles de las hojas (Galium). Inflorescencias terminales, pseudoaxilares (i.e., presentes solo en una axila de un nudo, en realidad terminal, pero aparentemente axilares por crecimiento simpodial de la yema axilar) o axilares, cimosas, paniculadas, espiciformes, capitadas o reducidas a una flor solitaria, generalmente bracteadas, flores actinomorfas o rara vez ligeramente zigomorfas, cáliz gamosépalo, (3) 4–5 (9); corola gamopétala, (3) 4–5 (9)-lobada; estambres epipétalos, alternos a los lobos corolinos e isómeros, anteras ditecas o raramente los sacos polínicos divididos en varios lóculos por medio de divisiones internas; ovario ínfero (Coussarea, Faramea), óvulo 1 o varios a numerosos por lóculo, con placentación de varios tipos; estigma simple o 2 (–8)-lobado; disco generalmente presente. Fruto simple o raramente múltiple y sincárpico (Morinda), abayado, drupáceo, capsular o esquizocárpico; semillas angulosas, redondeadas, aplanadas y/o aladas o raramente con un penacho de tricomas (Hillia).

## Distribución y hábitat
Familia con 10 000 especies en 500–700 géneros, cosmopolita, pero principalmente tropical. Es característica la combinación de las estípulas interpeciolares, las hojas opuestas o verticiladas, la corola gamopétala y el ovario ínfero; solamente Cassipourea (Rhizophoraceae), Hedyosmum (Chloranthaceae) y Pilea (Urticaceae) también tienen estípulas interpeciolares. Varias especies de Rubiaceae tienen un pulvínulo (abultado cuando vivo, constreñido cuando seco) por abajo de los nudos en las ramitas, mientras que esta estructura se encuentra por encima de los nudos en las Acanthaceae. Algunas especies se cultivan como ornamentales; los productos útiles derivados de especies de Rubiaceae incluyen la quinina, el café y la droga ipecacuanha. Cinchona pubescens Vahl, una especie de arbustos y árboles, fue ampliamente cultivada en Centroamérica en zonas de bosques húmedos a 500–1700 m y algunos árboles aún persisten o son cultivados. No se han registrado muestras de esta especie de Nicaragua, pero es probable que se pueda encontrar, y Barrett (1994) y Coe y Anderson (1996) la citan con los nombres vulgares "Quina" y "Quinina". En la clave de géneros se identificaría como Ferdinandusa de la cual se distingue por las estípulas complanadas y las corolas hipocrateriformes, amarillas a rojas, barbadas en la garganta y con los lobos valvares. Deppea grandiflora Schltdl., una especie de arbustos o arbolitos típicos de bosques húmedos o de pino-encinos a 1200–2900 m, se ha registrado de Honduras y Costa Rica. En la clave de géneros se identificaría como Bouvardia de la cual se distingue por las corolas campanuladas y amarillo fuerte y las semillas angulosas (i.e. no aladas). Pogonopus exsertus (Oerst.) Oerst. se ha registrado de bosques secos de Honduras, El Salvador y el sur de Costa Rica. Esta especie se parece a Calycophyllum candidissimum, pero se distingue por las estípulas triangulares e interpeciolares y las láminas calicinas petaloides generalmente rosadas.

## Sinonimia
- Aparinaceae, Asperulaceae, Catesbaeaceae, Cephalanthaceae, Cinchoniaceae, Coffeaceae, Coutariaceae, Cynocrambaceae, Dialypetalanthaceae, Galiaceae, Gardeniaceae, Guettardaceae, Hedyotidaceae, Henriqueziaceae, Houstoniaceae, Hydrophylacaceae, Lippayaceae, Lygodisodaceae, Naucleaceae, Nonoteliaceae, Operculariaceae, Pegamaeaceae, Psychotriaceae, Randiaceae, Sabiceaceae, Theligonaceae.